# Podnoszenie ciężarów na Letnich Igrzyskach Olimpijskich 1992
Podnoszenie ciężarów na Letnich Igrzyskach Olimpijskich 1992 w Barcelonie odbyło się w dniach 26 lipca - 4 sierpnia w hali Pabellón de la España Industrial. W zawodach wzięło udział 244 sztangistów (tylko mężczyzn) z 69 krajów. W tabeli medalowej najlepsi okazali się reprezentanci Wspólnoty Niepodległych Państw z pięcioma złotymi i czterema srebrnymi medalami. 

## Klasyfikacja medalowa
| Klasyfikacja medalowa | Klasyfikacja medalowa | Klasyfikacja medalowa | Klasyfikacja medalowa | Klasyfikacja medalowa | Klasyfikacja medalowa |
| --------------------- | --------------------- | --------------------- | --------------------- | --------------------- | --------------------- |
| Miejsce               | Reprezentacja         | Złoto                 | Srebro                | Brąz                  | Razem                 |
| 1.                    | WNP                   | 5                     | 4                     | 0                     | 9                     |
| 2.                    | Bułgaria              | 1                     | 2                     | 1                     | 4                     |
| 3.                    | Niemcy                | 1                     | 0                     | 2                     | 3                     |
| 4.                    | Grecja                | 1                     | 0                     | 0                     | 1                     |
| 4.                    | Korea Południowa      | 1                     | 0                     | 0                     | 1                     |
| 4.                    | Turcja                | 1                     | 0                     | 0                     | 1                     |
| 7.                    | Chiny                 | 0                     | 2                     | 2                     | 4                     |
| 8.                    | Polska                | 0                     | 1                     | 2                     | 3                     |
| 9.                    | Kuba                  | 0                     | 1                     | 0                     | 1                     |
| 10.                   | Korea Północna        | 0                     | 0                     | 1                     | 1                     |
| 10.                   | Rumunia               | 0                     | 0                     | 1                     | 1                     |

## Medaliści
| Konkurencja                 | Złoto               | Wynik    | Srebro            | Wynik    | Brąz                  | Wynik    |
| Waga musza (-52 kg)         | Iwan Iwanow         | 265,0 kg | Lin Qisheng       | 262,5 kg | Traian Cihărean       | 252,5 kg |
| Waga kogucia (-56 kg)       | Chun Byung-kwan     | 287,5 kg | Liu Shoubin       | 277,5 kg | Luo Jianming          | 277,5 kg |
| Waga piórkowa (-60 kg)      | Naim Süleymanoğlu   | 320,0 kg | Nikołaj Peszałow  | 305,0 kg | He Yingqiang          | 295,0 kg |
| Waga lekka (-67,5 kg)       | Israel Militosjan   | 337,5 kg | Joto Jotow        | 327,5 kg | Andreas Behm          | 320,0 kg |
| Waga średnia (-75 kg)       | Tudor Casapu        | 357,5 kg | Pablo Lara        | 357,5 kg | Kim Myong-nam         | 352,5 kg |
| Waga lekkociężka (-82,5 kg) | Piros Dimas         | 370,0 kg | Krzysztof Siemion | 370,0 kg | nie przyznano         | -        |
| Waga półciężka (-90 kg)     | Kachi Kachiaszwili  | 412,5 kg | Siergiej Syrcow   | 412,5 kg | Sergiusz Wołczaniecki | 392,5 kg |
| I waga ciężka (-100 kg)     | Wiktor Triegubow    | 410,0 kg | Timur Tajmazow    | 402,5 kg | Waldemar Malak        | 400,0 kg |
| II waga ciężka (-110 kg)    | Ronny Weller        | 432,5 kg | Artur Akojew      | 430,0 kg | Stefan Botew          | 417,5 kg |
| Waga superciężka (+110 kg)  | Alaksandr Kurłowicz | 450,0 kg | Leanid Taranienka | 425,0 kg | Manfred Nerlinger     | 412,5 kg |